# Ainda Estou Aqui (filme de 2022)
The In Between (bra/prt: Ainda Estou Aqui) é um filme americano de romance e ficção científica de 2022, dirigido por Arie Posin com um roteiro de Marc Klein. É estrelado por Joey King e Kyle Allen. O filme foi lançado em 11 de fevereiro de 2022 no Paramount+ e em 8 de abril de 2022 na Netflix.

## Elenco
- Joey King como Tessa
- Kyle Allen como Skylar
- Kim Dickens como Vickie
- John Ortiz como Mel
- Celeste O'Connor como Shannon
- Donna Biscoe como Doris
- April Parker Jones como Jasmine

## Produção
Em agosto de 2018, foi anunciado que a Paramount Players havia adquirido os direitos do filme The In Between, que seria produzido e estrelado por Joey King, com roteiro de Marc Klein. Em 9 de dezembro de 2020, Kyle Allen se juntou ao elenco, com Arie Posin contratada como diretora.
Em 24 de fevereiro de 2021, foi anunciado que o filme seria lançado no Paramount+. No mesmo dia, o filme foi anunciado juntamente com Paranormal Activity: Next of Kin e um próximo filme chamado Pet Sematary, com Joey King revelada como parte do elenco.
Em abril de 2021, April Parker Jones, Celeste O'Connor, Donna Biscoe, John Ortiz e Kim Dickens foram revelados como parte do elenco do filme.

## Lançamento
The In Between foi lançado em 11 de fevereiro de 2022 nos Estados Unidos, pelo Paramount+. A Netflix distribuiu o filme internacionalmente com lançamento em 8 de abril de 2022.

## Recepção
O filme recebeu críticas mistas dos críticos. O site agregador de críticas Rotten Tomatoes relatou um índice de aprovação de 64%, com uma pontuação média de 5,80/10, com base em 11 críticas.